# Oktay Mahmuti
Oktay Mahmuti, né le 6 mars 1968 à Skopje, dans la République socialiste de Macédoine, est un entraîneur turco-macédonien de basket-ball.  

## Carrière
Mahmuti arrive de Galatasaray à Anadolu Efes Spor Kulübü en 2012. Avec un bon effectif, Efes réalise une saison d'Euroligue correcte mais est éliminé rapidement en playoffs du championnat de Turquie. Lors de la saison 2013-2014, le club se qualifie péniblement pour le Top 16 de l'Euroligue avec 4 victoires contre 6 défaites. En décembre 2013, le contrat entre l'Efes et Mahmuti est rompu et Vangelis Angelou est nommé entraîneur de l'Efes pour 2 ans et demi.
Mahmuti entraîne le Darüşşafaka Doğuş à partir de 2014, mais il est limogé en mai 2016 et remplacé par David Blatt.